# Love Songs (musikalbum av The Beatles)
Love Songs är ett samlingsalbum med kärlekslåtar av The Beatles, som släpptes den 21 oktober 1977 i USA och 19 november 1977 i Storbritannien. Albumet nådde plats 24 på Billboardlistan. Det finns ingen CD-version av albumet. 

## Låtlista
Alla låtar är komponerade av John Lennon och Paul McCartney, förutom I Need You och Something som är av George Harrison, samt Words of Love som är av Buddy Holly.

### Sida 1
1. "Yesterday" - 2:03
2. "I'll Follow the Sun" - 1:47
3. "I Need You" - 2:27
4. "Girl" - 2:30
5. "In My Life" - 2:24
6. "Words of Love" - 2:12
7. "Here, There and Everywhere" - 2:22

### Sida 2
1. "Something" - 2:59
2. "And I Love Her" - 2:28
3. "If I Fell" - 2:18
4. "I'll Be Back" - 2:21
5. "Tell Me What You See" - 2:35
6. "Yes It Is" - 2:38

### Sida 3
1. "Michelle" - 2:40
2. "It's Only Love" - 2:16
3. "You're Going to Lose That Girl" - 2:16
4. "Every Little Thing" - 2:01
5. "For No One" - 1:58
6. "She's Leaving Home" - 3:33

### Sida 4
1. "The Long and Winding Road" - 3:37
2. "This Boy" - 2:11
3. "Norwegian Wood (This Bird Has Flown)" - 2:01
4. "You've Got to Hide Your Love Away" - 2:07
5. "I Will" - 1:44
6. "P.S. I Love You" - 1:59